# Mirni (Béloie)
Mirni - Мирный (rus) és un possiólok de la República d'Adiguèsia, a Rússia. Es troba a 7 km al sud de Krasnogvardéiskoie i a 65 km al nord-oest de Maikop, la capital de la república. Pertany al municipi de Béloie.